# Gagea humicola
Gagea humicola är en liljeväxtart som beskrevs av Igor Germanovich Levichev. Gagea humicola ingår i Vårlökssläktet och i familjen liljeväxter. Inga underarter finns listade.